# رالف بلير
رالف بلير (بالإنجليزية: Ralph Blair)‏ هو معالج نفسي وكاتب أمريكي، ولد في 1939.